# Johnny Johnson
Johnny Johnson ist ein Musiktheaterstück in drei Akten von Kurt Weill (Musik) und Paul Green (Text). Die Handlung spielt im Ersten Weltkrieg und lehnt sich an Jaroslav Hašeks satirischen Antikriegsroman Der brave Soldat Schwejk an. Im Zentrum steht Johnny Johnson, ein naiver junger Steinmetz, der seinem Pazifismus zum Trotz in den Krieg zieht und so nicht nur seine große Liebe Minnie Belle verliert, sondern nach einem spektakulären Versuch, den Krieg zu beenden, als gebrochener Mann in der Psychiatrie landet. Weills Musik ist eine Mischung aus den verschiedensten musikalischen Stilen; formal orientiert sich Johnny Johnson am amerikanischen Broadway-Musical, jedoch sind auch viele kontinentaleuropäische Einflüsse erkennbar.
Johnny Johnson hatte am 19. November 1936 am 44th Street Theatre in New York Premiere, inszeniert und gespielt vom Group Theatre, einem Theaterkollektiv um Lee Strasberg. Es ist das einzige Musiktheaterstück im Repertoire des Group Theatre sowie das erste größere Werk Weills im US-amerikanischen Exil. Es wurde Teil des Federal Theatre Project und in den USA einige Male aufgeführt, die erste vollständige deutsche Produktion sollte jedoch erst 1996 im Theater des Westens in Berlin gezeigt werden. Der Titel bezieht sich auf die gefallenen US-amerikanischen Soldaten des Ersten Weltkriegs: Johnny Johnson ist der häufigste Name auf den Verlustlisten gewesen.

## Handlung
Die Handlung umfasst drei Akte, wobei der erste Akt in den USA spielt, in Johnny Johnsons Heimatstadt und auf einer Militärbasis. Im zweiten (längsten) Akt befindet sich Johnson in Frankreich an der Front. Der dritte Akt umspannt zehn Jahre, in denen Johnson in der Psychiatrie behandelt und schließlich entlassen wird, in seine Heimatstadt zurückkehrt und auf der Straße Zinnfiguren verkauft.

### Erster Akt
Auf einem Hügel außerhalb einer amerikanischen Kleinstadt hat sich im April 1917 ein Großteil der Stadt versammelt, um der Enthüllung eines Friedensdenkmals beizuwohnen. Der Bildhauer des Denkmals, Friedhofssteinmetz Johnny Johnson, ist ebenso vor Ort wie seine Jugendliebe Minnie Belle und die Würdenträger des Ortes. Der Bürgermeister hält eine flammende Antikriegsrede, als ein Telegramm den Eintritt der USA in den Ersten Weltkrieg verkündet. Das eben noch für den Frieden jubelnde Publikum stürzt sich ebenso leidenschaftlich in eine Befürwortung des Krieges. Auch Johnnys Nebenbuhler, der reiche Anguish meldet sich freiwillig, wird jedoch später ausgemustert. Johnny Johnson ist eigentlich Pazifist und hält zunächst dem Druck von Minnie Belle stand, in den Krieg zu ziehen. Erst Präsident Wilsons Versprechen, dies sei der „Krieg, um alle Kriege zu beenden“ („The war that ends all wars“), überzeugt ihn, sich freiwillig zu melden.
Es folgt eine komödiantisch-kafkaeske Szene im Rekrutierungsbüro, in der Johnny einem IQ-Test unterzogen wird, eigentlich wegen seiner Naivität ausgemustert werden soll, aber wegen eines plötzlichen gewalttätigen Ausbruchs doch für tauglich befunden wird. Dieses Muster setzt sich auch in den ersten Militärtrainings fort: Die Armee ist eine Welt der brutalen und sinnlosen Gewalt und korrupten Vorgesetzten, einer davon ist Captain Valentine. Johnny fällt immer wieder als ungeeigneter Zweifler auf, der dann jedoch durch eine Verkettung von Umständen doch Anerkennung erfährt. Schließlich beginnt die Schifffahrt nach Europa, Johnny nimmt Abschied von Minnie Belle und der Freiheitsstatue.

### Zweiter Akt
Der zweite Akt beginnt mit einer langsamen Parade verwundeter französischer Soldaten, die eine Hymne singen und von den Amerikanern beobachtet werden, gefolgt von einer ersten Szene, in der die amerikanischen Truppen vorgestellt werden. Sie sind eine kulturell diverse Mischung aus irischen und jüdischen Amerikanern, Gangstern aus Chicago, Ranchern aus Texas und auch Kleinstadt-Bewohnern wie Johnny. Sie richten sich in den Schützengräben ein, trinken Tee und besingen ihre Heimat. Johnny denkt an Minnie Belle. Nachts singen die Kanonen den Soldaten ein Schlaflied.
Am nächsten Tag nimmt Johnny einen deutschen Soldaten gefangen und schickt ihn mit einem Brief an dessen Feldwebel zurück mit der Bitte, den Krieg zu beenden. Captain Valentine eröffnet das Feuer, im darauf folgenden Gefecht mit der deutschen Armee wird Johnny verwundet. Im Lazarett stiehlt er Lachgas, geht zu seinen Oberbefehlshabern, setzt das Lachgas frei und behauptet, die Deutschen wollten einen Waffenstillstand. Unter dem Einfluss des Gases schicken die Generäle Johnny an die Front, um das Ende des Krieges zu erklären. Johnnys Erklärung wird von Alliierten und Deutschen an der Front jubelnd aufgenommen. Allerdings hatten die Generäle den Befehl widerrufen, sobald das Lachgas verflogen war. Der Krieg geht weiter, Johnny wird wegen Spionage festgenommen und in die USA zurückgeschickt.

### Dritter Akt
Johnny Johnson befindet sich nun in der Psychiatrie und der Chefarzt Dr. Mahodan probiert verschiedene medizinische Techniken an ihm aus. Er ist überzeugt, dass Johnnys Leiden, die „peace monomania“ („Friedensmonomanie“) unheilbar sei und Johnny für immer in der Psychiatrie bleiben müsse.
Zehn Jahre später befindet er sich immer noch in der Institution, er hat einen Debattierclub mit den anderen Patienten gegründet, in dem sie für den Frieden votieren. Anguish, der nicht eingezogen wurde und ein prominenter Geschäftsmann geworden ist, besucht die Psychiatrie und informiert Johnny, dass Minnie Belle seit Jahren mit ihm, Anguish, verheiratet ist. Johnny wird aus der Psychiatrie entlassen.
In der letzten Szene verkauft Johnny selbstgemachtes Holzspielzeug auf der Straße. Im Hintergrund wird in einem Stadion zu einem neuen Krieg aufgerufen, die Massen sind begeistert. Minnies und Anguishs Sohn möchte einen Spielzeugsoldaten von ihm kaufen, doch Johnny stellt aus Prinzip keine Soldaten her. Johnny versucht, den Jungen davon abzuhalten, in den Krieg zu ziehen und bleibt allein auf der Straße zurück.

## Gestaltung

### Musik
Johnny Johnson ist eine Nummernoper mit gesprochenen Dialogen, deren einzelne Stücke sich stilistisch stark unterscheiden und sowohl kontinentaleuropäische wie auch amerikanische Einflüsse aufweisen. Die Nummern umfassen u. a. einige amerikanische Märsche, Kabarett-Lieder europäischer Prägung und an Hollywood angelehnte Foxtrotts, aber auch ein Cowboy-Lied mit Gitarre sowie einige Hymnen. Weills unverwechselbare Musiksprache aus seinen europäischen Werken wie der Dreigroschenoper ist auch in „Johnny Johnson“ nicht zu überhören: Populäre musikalische Genres werden durch Doppelmodalität und Halbtonlabilität „verfremdet“, neben klassisch gesungenen Nummern ist auch Sprechgesang wiederholt zu finden.
Die Instrumentierung ist mit einer Klarinette, Alt-Saxofon, zwei Trompeten, einer Posaune, einer Gitarre, Geigen, Celli, Harmonium und Perkussion eher reduziert, deckt aber die große Bandbreite der unterschiedlichen Musikstile ab.
Als erstes Werk im amerikanischen Exil steht Johnny Johnson als Bindeglied zwischen Weills europäischen Volksopern und seiner Vision einer „amerikanischen Oper“, die in Werken wie Knickerbocker Holidays (1938) oder Street Scene (1946) verwirklicht wurde. Während die Weltkriegsthematik und der Rückbezug auf den braven Soldaten Schwejk europäische Bezüge offenbart, sind Weills Kompositionen in Johnny Johnson bereits vom amerikanischen Broadway beeinflusst. Die einzelnen Nummern unterscheiden sich stilistisch stark, gleichzeitig kehren musikalische Motive im Verlauf oft zurück, zum Beispiel Johnny’s Song.

### Musical play
Johnny Johnson wird zwar meist als Musical bezeichnet, jedoch ist Weills eigene Bezeichnung musical play aussagekräftiger. Viele seiner deutschen Stücke trugen die äquivalente Bezeichnung "Stück mit Musik".
Weill selbst beschreibt, wie er diese Form zusammen mit Bertolt Brecht und Georg Kaiser in Deutschland entwickelt hat. Er sieht das musical play als eine Form des Theaters, die Drama, musikalische Komödie, Ballett und Oper kombiniert. Er befürchtete, das Genre im US-amerikanischen Exil nicht weiterentwickeln zu können, war jedoch überrascht von einem Theater "full of creative impulse, freedom, technical possibilities - everything I needed to continue where I had left off."
Weill beschreibt im November 1936, wie er hofft, durch eine Fusion von Musik und Text den Song zu einem integralen Träger von Handlung und Inhalt zu machen, „over a stretch of scenes it provides a commentary on the action from a human, universal point of view“. Paul Green teilte Weills Bedürfnis, Musik und Text in einen engen Dialog zu führen.
Das Group Theatre selbst beschreibt Johnny Johnson in ihrem Presse-Flyer als „a play with songs, it is not a musical show. The singing arises naturally from the situations of the imaginative story and the verses of the song flow as simply as the prose of the speech.“

### BeispielJohnny’s Song
Aufschlussreich ist hier beispielsweise Weills Arbeit am zentralen Lied des Werkes, Johnny’s Song. Johnny’s Song taucht in Johnny Johnson je nach Version bis zu viermal auf, im Verlauf des Stückes sowohl instrumental als auch als Abschlusslied mit Text, so beispielsweise in der Erstfassung als einstrophiges Lied im ersten Akt und zum Ende des Stückes, als Zwischenmusik in einer instrumentalen Banjo-Version und als kurzes Instrumental im zweiten Akt.
Wie J. Bradford Robinson herausgearbeitet hat, entstand die Musik zu Johnny’s Song schon vor Johnny Johnson als Teil eines nicht mehr zu identifizierenden Bühnenprojektes und war als in sich geschlossene Theaterszene gedacht, die Weill entweder noch in Deutschland oder in den ersten Monaten in den USA schrieb. Weill komponierte die Urfassung als Bühnenszene für Gesangsstimme und Klavier über den geheimen Wunsch, nach Paris zu reisen und dort dem Alltag zu entfliehen. Der Autor des Textes ist unbekannt. Weill baut das Lied musikalisch zwar schon nach dem amerikanischen AABA-Schema des amerikanischen Schlagers auf, es hat jedoch einen ausgedehnten Versteil und einen dreifachen Release, was im amerikanischen Schlagerlied unüblich war.
Wie viele Weillsche Songs orientiert sich die ursprüngliche Fassung von Johnny’s Song am kontinentaleuropäischen Schlagerlied der zwanziger Jahre. In dessen Reinform sind Vers und Refrain etwa gleich lang und von ähnlicher musikalischer Bedeutung, musikalisch konstatieren sie sich. Der Text des Verses verändert sich von Strophe zu Strophe, der Refrain bleibt textlich relativ unverändert und Vers und Refrain werden mehrfach als Einheit wiederholt. Im Gegensatz dazu entwickelt sich im amerikanischen Schlagerlied der zwanziger und dreißiger Jahre eine klare Dominanz des Refrains: Der Vers wird weniger bis gar nicht wiederholt, kürzer, melodisch eher rezitativisch und textlich weniger aussagekräftig. Dafür kommt dem Refrain eine größere Erzählfunktion zu, er verändert sich textlich von Wiederholung zu Wiederholung und erhält eine AABA-Form, wobei sich A- und B-Teil kontrastieren.
Vermarktungstechnisch war ins amerikanische Musical der dreißiger Jahre der title song eingezogen, ein eingängiges Lied, das auch einzeln beworben und vertrieben werden konnte. Der title song war in den dreißiger Jahren typischer Teil eines amerikanischen Musicals (wie beispielsweise in Anything Goes oder Of Thee I sing). Er kam im Stück mehrfach vor, instrumental in der Ouvertüre, sodann im ersten und zweiten Akt mehrfach als Singstück in unterschiedlichen Ausführungen und als instrumentale Auslassmusik.
Robinson legt dar, wie Weill in verschiedenen Versionen von der Urfassung über Zwischenstadien zu den endgültigen Varianten von Johnny Johnson zunächst den rhythmischen Kontrast zwischen Vers-Teil und Release verstärkt und sodann den Vers komplett weglässt. Außerdem wandelt Weill den Foxtrott-Rhythmus zunächst in einen langsameren Melodieduktus ab, macht diesen wiederum mit einigen Synkopen wiedererkennbar und verkürzt schließlich die dreifache Refrain-Form zum einfachen Refrain des amerikanischen Schlagers. Johnny’s Song kann so als Annäherung an das amerikanische Theaterlied gewertet werden, die Weill später weiter fortführte, kulminierend in „My Ship“ in Lady in the Dark.
Ohne Weills Zutun entstand später noch eine weitere Fassung, „To Love And Lose You“, die vom Verlag ohne dritten Release und mit umgearbeiteten Text als Einzelwerk vermarktet werden konnte.

### Libretto
Das Libretto verfasste Paul Green, ein Pulitzer-Preisträger, der von Beginn an als Dramatiker mit dem Group Theatre assoziiert war. Green hatte ein Jahr in Berlin verbracht, dort Die Dreigroschenoper besucht und im Anschluss zunehmend musikalische Anteile in seine Stücke integriert. Paul Green dachte Johnny als Jedermann mit Anleihen an Charlie Chaplin.
Der Vorschlag, Jaroslav Hašeks Der brave Soldat Schwejk als Grundlage zu nehmen, kam wahrscheinlich von Weill und wurde von Crawford und Green positiv aufgenommen. Als weitere Einflüsse gelten Woyzeck und möglicherweise Der Hauptmann von Köpenick, auch auf Weills lange Beschäftigung mit Tolstoi wird verwiesen. Green selbst beschreibt Form und Handlung von Johnny Johnson folgendermaßen:

“The story of the legend - that is what I like to call the play - is the musical autobiography of a common soldier whose natural common sense  runs counter to a sophisticated civilization. The first act is a comedy, the second a tragedy and the third a satire. That sounds crazy, and maybe I can't get away with it, but that is what I have tried to write.”

Greens Libretto fokussiert sich auf die Darstellung von interpersonellen Konflikten und den Beziehungen zwischen den Charakteren, innere Konflikte oder emotionale Entwicklungen stehen weniger im Vordergrund. Sowohl Johnny Johnson als auch die Nebenfiguren sind idealisierte Stereotypen des Vorzeigepazifisten, der Südstaaten-Schönheit usw. Sie kommen so epischen Figuren im Brechtschen Sinne nahe.

## Geschichte

### Entstehung
Nachdem Kurt Weill und Lotte Lenya im amerikanischen Exil angekommen waren, schrieb Weill zunächst einzelne Songs, die von Lenya aufgeführt werden sollten.
Im Winter 1935–36 lernte Weill Harold Clurman kennen und über ihn das Group Theatre. Gegründet von Clurman, Cheryl Crawford und Lee Strasberg brachte das Group Theatre linkspolitische Themen mit den Methoden Stanislawskis auf die Bühne und war eine der prominentesten linken Theatergruppen der Dreißiger Jahre. Cheryl Crawford hatte die Idee, Kurt Weill um die Komposition eines Werkes zu bitten, das sich mit der aktuellen politischen Situation befasste. Cheryl Crawford brachte ihn mit Paul Green zusammen, der von Beginn an mit dem Group Theatre gearbeitet hatte. Die Arbeit an Johnny Johnson begann im Frühjahr 1936. Den Sommer verbrachte das Group Theatre gewöhnlich in einem gemeinsamen Camp in Connecticut. Crawford, Weill, Lenya und Green mieteten sich in der Nähe ein und ein großer Teil von Text und Musik entstand dort.
Die Proben begannen im September 1936. Die Regie übernahm Lee Strasberg. Der Probenprozess gestaltete sich schwieriger, je näher die Premiere rückte. Vor allem ließen sich die Anforderungen eines musical play mit den Stanislawski-Methoden des Group Theatre schwer vereinbaren. Ein Teil der Schauspieler hatte außerdem Probleme mit den ausgedehnten Gesangsparts. Auch der Premierenort stellte sich als schwierig heraus: Das 44th Street Theatre war mit seinen 1500 Plätzen sehr groß und auf Operetten ausgelegt. Die Singstimmen der Schauspieler des Group Theatre waren im kleinen Probenraum noch gut zur Geltung gekommen, verloren sich aber in der Halle des 44th Street Theatre.
Libretto und Musik wurden sowohl von Green und Weill als auch vom Group Theatre bis kurz vor der Premiere mehrfach umgeschrieben. Das Group Theatre kürzte einige musikalische Nummern komplett heraus. Die Premiere war zunächst für Ende Oktober angekündigt gewesen und wurde nun mehrfach nach hinten verschoben, bis sich schließlich der 19. November 1936 als Premierentermin herauskristallisierte. Das Group Theatre bewarb „Johnny Johnson“ überschwänglich:  „The Group Theatre believes Johnny Johnson to be the most unusual and entertaining play ist has presented so far.“

### Aufführungsgeschichte
Die Premiere am 19. November 1936 im 44th Street Theatre in New York wurde mit gemischten Kritiken aufgenommen. „Johnny Johnson“ spielte noch 68 Aufführungen in den folgenden zwei Monaten. Im Anschluss zeigte das Federal Theatre Project „Johnny Johnson“ an unterschiedlichen Orten, unter anderem Los Angeles. In der Folge kommissionierte das Federal Theatre Project ein Stück über die amerikanische Verfassung, das Weill und Green jedoch nie fertigstellten.
Bis in die frühen Vierziger Jahre wurde „Johnny Johnson“ vielfach aufgeführt, hauptsächlich im semiprofessionellen und universitären Bereich. In vielen dieser Aufführungen kamen immer neue Fassungen zum Tragen, während das Originalskript schlecht zugänglich war, ein zunehmender Streitpunkt zwischen Weill, Green und dem Verlag.
Die deutsche Erstaufführung eines Teils von Johnny Johnson fand am 15. Oktober 1973 im Schauspielhaus Bochum statt, gefolgt von vereinzelten Produktionen. Die erste vollständige deutsche Aufführung war 1996 im Theater des Westens in Berlin, die als „zweite Weltpremiere“ bezeichnet wird, da sie auf akribisch recherchiertem Originalmaterial basierte.
Für das Kurt-Weill-Fest 2015 in Dessau entwickelten Gene Pritsker und Bernhard Bettermann eine Konzertfassung unter dem Titel „Braver Soldat Johnny“, die auch 2017 und 2018 beim Kurt-Weill-Fest zur Aufführung kam.

### Rezeption
Schon im Vorfeld der Premiere wurde mehrfach über Johnny Johnson berichtet, vor allem in politisch linken Zeitungen. Die Kritiken nach der Premiere waren gemischt. So befand Robert Benchley im New Yorker: „Makes you laugh, cry and boil. The first anti-war play to use laughing gas in its attack on the stupidity of mankind, and to my mind the most effective of all satires in its class.“ Andere Zeitungen sahen eher ein nobles Ziel mit mittelmäßiger Durchführung. Wilella Wilson schrieb in der New York Post: „At best it is a brilliant satire of the war-mindedness of nations. At its worst it is amateurish foolery. In its present form the production is best viewed as a series of more or less disconnected scenes. Like a revuegoer, you enjoy some of them and are bored stiff by others.“
Insgesamt wurde das musical play als gewagter und lobenswerter Versuch gesehen, dessen Teile jedoch in der Augen vieler Kritiker nicht zu einem großen Ganzen zusammenwachsen. Tim Carter schrieb: „Although it is relatively easy to attribute the weaknesses of Johnny Johnson to Green's script – as did most of the play's first reviewers – the somewhat disorienting mixture of styles in Weill's score probably did not help matters.“